# Noelia Núñez
Noelia Núñez González est une femme politique espagnole née le 2 juin 1992 à Madrid.

## Biographie
Noelia Núñez s'inscrit au Parti populaire alors qu'elle a 18 ans.
À 22 ans, elle fait partie du conseil municipal de Fuenlabrada, puis à partir de 2021 de l'assemblée de Madrid.
Lors des élections générales espagnoles de 2023, elle est élue députées aux Cortes Generales et quelques mois plus tard nommée secrétaire générale adjointe du Parti populaire.
En juillet 2025, à la suite d'une polémique sur des titres universitaires qu'elle prétendait avoir alors qu'elle n'avait pas terminé les cursus, elle démissionne de tous ses mandats politiques.
Peu après sa démission, la chaîne Cuatro du groupe Mediaset España annonce qu'elle est engagée pour participer à l'émission En boca de todos (es).